# Arley Dinas
Arley Dinas (Caloto, 1974. május 16. –) kolumbiai válogatott labdarúgó.
A kolumbiai válogatott tagjaként részt vett a 2000-es CONCACAF-aranykupán és a 2004-es Copa Americán.

## Statisztika
| Kolumbiai válogatott | Kolumbiai válogatott | Kolumbiai válogatott |
| Időszak              | Mérk.                | gól                  |
| -------------------- | -------------------- | -------------------- |
| 1995                 | 2                    | 0                    |
| 1996                 | 0                    | 0                    |
| 1997                 | 0                    | 0                    |
| 1998                 | 0                    | 0                    |
| 1999                 | 1                    | 0                    |
| 2000                 | 13                   | 0                    |
| 2001                 | 5                    | 0                    |
| 2002                 | 0                    | 0                    |
| 2003                 | 3                    | 0                    |
| 2004                 | 5                    | 0                    |
| Összesen             | 29                   | 0                    |